# Bill Tilden
William Tatem Tilden II, detto Bill (Filadelfia, 10 febbraio 1893 – Los Angeles, 5 giugno 1953), è stato un tennista statunitense.
Nella sua prestigiosa carriera, è stato numero uno al mondo vincendo in tutto 19 tornei del Grande Slam: 10 in singolare (si aggiudicò 7 volte gli US Open e 3 volte Wimbledon), 4 in doppio e 5 in doppio misto.
Detiene il record di tennista più anziano ad aver raggiunto una finale Slam in singolare (37 anni).
È stato inserito nella International Tennis Hall of Fame nel 1959.

## L'importanza di Tilden per il tennis
Tilden (spesso chiamato Big Bill) fu negli anni venti e negli anni trenta il giocatore di tennis più influente, forse uno dei più influenti nella storia del tennis.
Con l'eccezione di un periodo negli anni cinquanta, quando Pancho Gonzales dominò completamente l'ambiente professionistico, non ci fu nessun'altra epoca in cui il tennis sia stato maggiormente dominato da un unico giocatore. Per un periodo di sette anni, durante gli anni venti, Tilden non fu mai sconfitto in nessuna partita di rilievo, particolarmente in quelle della Coppa Davis, che allora era molto più importante di quanto non sia stata in seguito.
Nella sua epoca fu una delle cinque figure dominanti di sportivo, assieme a Babe Ruth, Red Grange, Bobby Jones e Jack Dempsey. Per circa 35 anni, grossomodo dal 1920 al 1955, Tilden fu generalmente considerato il più grande giocatore mai esistito, i cui unici rivali erano Vines, Budge e Jack Kramer, che nella sua autobiografia del 1979 lo incluse nella sua lista dei 6 più grandi giocatori di tutti i tempi. Nel 1950 un sondaggio dell'Associated Press nominò Bill Tilden il più grande tennista della prima metà del XX secolo, con un margine più ampio di quelli ottenuti dagli atleti di qualsiasi altro sport.
Fu anche probabilmente la figura più paradossale nella storia di qualsiasi sport: un omosessuale che, quasi da solo, cambiò l'immagine pubblica del tennis da quella di uno sport da "signorine", giocato solo da ricchi personaggi di razza bianca nei loro club esclusivi, a quella di uno sport di massa giocato da rudi atleti della classe lavoratrice.
Il suo arresto e la condanna per adescamento di ragazzi minorenni gettò però un'ombra sulla sua illustre carriera. Tilden venne introdotto nell'International Tennis Hall of Fame di Newport (Rhode Island) nel 1959.

## Biografia
Nato benestante, Tilden perse la madre semi-invalida quando aveva quindici anni e, nonostante il padre fosse vivo e mantenesse una grossa dimora dotata di servitù, fu mandato a vivere nelle immediate vicinanze presso una zia nubile.
La morte del padre, avvenuta quando Tilden era ventenne, lasciò un segno molto profondo nel ragazzo, che spese tutta la vita cercando di ricreare una relazione padre-figlio con una lunga serie di raccattapalle e giovani tennisti, dei quali Vincent Richards fu il più importante. Nonostante i suoi viaggi in tutto il mondo, Tilden visse nella casa della zia fino al 1941.
Tilden non ebbe relazioni eterosessuali e, a quanto pare, ne ebbe poche pure di omosessuali, almeno finché non ebbe oltrepassato i quarant'anni. Divenne sempre più effeminato nei modi, in particolare quando si trovava nell'atmosfera più liberale dell'Europa degli anni '30.
Fu arrestato per la prima volta il 23 novembre 1946, sul Sunset Boulevard, quando fu sorpreso a infilare una mano nei pantaloni di un adolescente: il ragazzo si prostituiva e i suoi servizi erano stati sollecitati dallo stesso Tilden. Avrebbe potuto essere accusato di "comportamento volgare e lascivo con un minore", ma venne incriminato solo per un reato più lieve, ovvero per "contribuzione alla delinquenza di un minore". Fu condannato a un anno di prigione, di cui scontò solo sette mesi e mezzo.
Fu arrestato nuovamente il 28 gennaio 1949, quando, dopo aver raccolto un autostoppista sedicenne, gli fece avances sessuali. Il giudice condannò Tilden ad un solo anno per violazione della condizionale e lasciò che la pena per la nuova accusa di molestie procedesse concorrentemente: scontò quindi dieci mesi.
Con tutta probabilità, in entrambi i casi Tilden credeva sinceramente che la sua celebrità e la sua lunga amicizia con personalità di Hollywood, quali Charlie Chaplin, fossero sufficienti a evitargli le conseguenze penali dei suoi atti; non a caso in tribunale egli si difese sempre in un modo decisamente poco vigoroso.
Dopo essere stato rilasciato, Tilden si trovò ancora più isolato. I club di tennis non volevano lasciarlo più insegnare e pochi studenti lo incrociarono sui campi pubblici.
Nonostante Tilden fosse nato benestante e avesse guadagnato importanti somme di denaro nel corso della sua lunga carriera, in particolare nei primi anni del tour professionistico, spese i suoi soldi con profusione. Consumato uomo di spettacolo in campo, estroverso di carattere, lo era anche nella vita di tutti i giorni ed amava stare alla ribalta. Investì molto denaro nell'allestire film e opere teatrali da lui scritti, prodotti e recitati: sognava di diventare una star di Broadway e Hollywood.
Scrisse molti racconti e romanzi privi di successo, che narravano di tennisti sportivi, ma incompresi. Molto del tempo speso lontano dai campi da tennis e molti dei suoi soldi vennero impiegati a questo scopo, con risultati invariabilmente fallimentari.
Morì povero a Los Angeles, California, all'età di 60 anni. Si stava preparando a partire per il torneo United States Professional Championship, a Cleveland, quando cadde a terra stroncato da un infarto.

## Carriera
Caso unico nel tennis, Tilden divenne un grande giocatore solo all'età relativamente avanzata di 27 anni. Prima del 1920 aveva vinto un certo numero di titoli nazionali in doppio, ma aveva perso contro Robert Lindley Murray e "Little Bill" Johnston nel 1918 e nel 1919 nei campionati di singolare.
Nell'inverno del 1919 si trasferì nel Rhode Island, dove in un campo al coperto si dedicò a rimodellare il suo rovescio relativamente inefficace. Era tutto ciò di cui aveva bisogno. Emerse con una nuova presa e un nuovo potente rovescio nell'estate del 1920 e per il resto del decennio dominò il tennis mondiale.
Fra i suoi numerosi successi, Tilden vinse lo United States Amateur Championship (U.S. National Championships) per sei volte consecutive, e sette volte complessivamente. Dal 1920 al 1926 guidò la squadra statunitense a sette vittorie consecutive nella Coppa Davis, un record che non è stato da allora più battuto. Vinse il suo ultimo titolo importante a Wimbledon nel 1930, all'età di 37 anni, ma non era più in grado di vincere a piacere.
Alla fine degli anni venti i grandi tennisti francesi noti come I quattro moschettieri, riuscirono finalmente a strappare la Coppa Davis a Tilden e alla squadra statunitense, così come il suo dominio nei titoli di singolo a Wimbledon e Forest Hills.
Tilden era stato per lungo tempo in contrasto con i rigidi direttori della dilettantistica United States Lawn Tennis Association, riguardo ai suoi introiti derivanti dagli articoli di giornale che scriveva sul tennis. Nel 1931, bisognoso di soldi, diventò professionista e entrò nel neonato tour professionistico, che era iniziato solo nel 1927.
Nei 15 anni successivi, oltre che disputare tornei (vinse l'ultimo a 44 anni), assieme a un pugno di altri professionisti come Hans Nüsslein e Karel Koželuh, girò per gli Stati Uniti e l'Europa in una serie di esibizioni da una sola sera, in cui era ancora il giocatore per cui la gente pagava principalmente il biglietto. Anche con grandi quali Ellsworth Vines, Fred Perry e Don Budge come suoi avversari, tutti giocatori che erano o erano stati in cima alla classifica mondiale, era spesso Tilden che assicurava gli incassi e che poteva ancora farsi valere contro giocatori molto più giovani per un singolo set o per un incontro occasionale.
Nel 1934 vinse 11 dei suoi primi 20 incontri con Vines. Nel 1941, quando aveva già 48 anni, girò per gli Stati uniti giocando incontri "singoli" con Don Budge, che all'epoca era incontestabilmente il più forte giocatore del mondo. Tilden perse 51 incontri contro il venticinquenne Budge, ma riuscì comunque a trovare il modo di batterlo per sette volte. Nell'intera storia del tennis solo Pancho Gonzales e Ken Rosewall hanno avvicinato l'elevato livello raggiunto da Tilden una volta passati i 40 anni.
Nel 1945, a 52 anni, assieme al suo storico compagno di doppio Vincent Richards, vinse il campionato professionistico di doppio. Assieme avevano vinto il titolo dilettantistico statunitense 27 anni prima, nel 1918.

## Caratteristiche tecniche
Alto, magro e dinoccolato, con braccia lunghe, mani enormi, e spalle eccezionalmente larghe, Tilden possedeva un servizio potente. Anche se poteva servire degli ace quasi a comando, aveva poco interesse nell'avanzare a rete seguendo il suo servizio. Utilizzava principalmente battute al servizio in spin e in slice, riservando le sue famose bordate per i momenti cruciali dell'incontro.
Tilden preferiva giocare principalmente da fondocampo, da dove lasciava stupefatti gli avversari con le sue tattiche mutevoli: una miscela di scaltrezza, di colpi tagliati o effettati, di schiacciate e lob, e di colpi improvvisi e profondi mirati agli angoli del campo. Colpiva tiri superbamente angolati su risposte quasi impossibili e amava sopra ogni altra cosa affrontare un avversario con un repertorio di colpi potenti. In un modo o nell'altro Tilden avrebbe trovato un modo per colpire la palla e rimandarla al di là della rete.
Una fotografia iconica di Tilden lo mostra mentre salta in alto per eseguire una schiacciata. Alcuni contemporanei, comunque, consideravano il suo smash l'unico punto debole del suo gioco. Alcuni commentatori successivi ritenevano che un giocatore degli anni 1960, come Ken Rosewall, sarebbe stato in grado di sfruttare questa debolezza con un abile uso di lob offensivi.
A metà degli anni venti, la punta del dito medio della mano con cui impugnava la racchetta ebbe un'infezione e dovette essere amputata. Tilden dovette anche affrontare un problema cronico al ginocchio, che di tanto in tanto ne impediva notevolmente il movimento. Entrambe le menomazioni furono tenute nascoste al pubblico e non sembrarono ostacolarlo nella sua lunga serie di vittorie.
È possibile che Tilden abbia speso più tempo di chiunque altro ad analizzare il gioco del tennis. Scrisse due libri sull'argomento, The Art of Lawn Tennis e Match Play and the Spin of the Ball, che è ancora ristampato ed è considerato un'opera definitiva sulla materia.
Oltre alle sue grandi capacità fisiche, fu un giocatore estremamente cerebrale, un maestro di strategia e tattica, capace di adattarsi allo stile del suo avversario e di usarne i punti di forza a proprio vantaggio. Fu noto anche per le sue doti di intrattenitore, che occasionalmente oltrepassavano i limiti del lecito. Nonostante il suo comportamento talvolta eccessivamente colorito, credeva fermamente nella sportività a tutti i costi e sopra ogni altro aspetto del gioco, compreso il punteggio finale. Cedeva prontamente (e platealmente) dei punti agli avversari, se pensava che l'arbitro avesse commesso un errore a suo favore.
Tilden cercava sempre di offrire al pubblico uno spettacolo che valesse il costo del biglietto e venne spesso scritto, ma mai confermato dallo stesso Tilden, che egli perdesse deliberatamente il set iniziale di un incontro allo scopo di prolungare la partita e renderla più interessante per sé e per gli spettatori. Questo stratagemma fu confermato nel 1963 da William Lufler, che giocò nel tour professionistico di Tilden per diversi anni. Lufler, che era diventato un istruttore professionista molto considerato (fu fondamentale nel fondare l'USPTA e ne fu presidente dal 1963 al 1966), sostenne che Tilden gettò via i primi set in numerosi incontri.
Allison Danzig, il principale editorialista di tennis del New York Times dal 1923 al 1968, nonché editore di The Fireside Book of Tennis, definì Tilden il più grande tennista che si sia mai visto. «Può correre come un cervo», disse Danzig alla CBS Sports.
Anche se era praticamente astemio, fumava pesantemente e disdegnava quella che oggi sarebbe considerata una vita salutare per un atleta. Per gran parte della sua vita la sua dieta consistette in tre enormi pasti al giorno con bistecca e patate, e forse occasionalmente con carne di agnello.

## Statistiche

### Singolare

#### Grande Slam

##### Vinte (10)
| Anno | Torneo                          | Superficie | Avversario in finale | Punteggio                 |
| ---- | ------------------------------- | ---------- | -------------------- | ------------------------- |
| 1920 | Torneo di Wimbledon             | Erba       | Gerald Patterson     | 2–6, 6–2, 6–3, 6–4        |
| 1920 | U.S. National Championships     | Erba       | Bill Johnston        | 6–1, 1–6, 7–5, 5–7, 6–3   |
| 1921 | Torneo di Wimbledon (2)         | Erba       | Brian Norton         | 4–6, 2–6, 6–1, 6–0, 7–5   |
| 1921 | U.S. National Championships (2) | Erba       | Wallace F. Johnson   | 16–18, 2–6, 6–1, 6–2, 6–4 |
| 1922 | U.S. National Championships (3) | Erba       | Bill Johnston        | 4–6, 3–6, 6–2, 6–3, 6–4   |
| 1923 | U.S. National Championships (4) | Erba       | Bill Johnston        | 6–4, 6–1, 6–4             |
| 1924 | U.S. National Championships (5) | Erba       | Bill Johnston        | 6–1, 9–7, 6–2             |
| 1925 | U.S. National Championships (6) | Erba       | Bill Johnston        | 4–6, 11–9, 6–3, 4–6, 6–3  |
| 1929 | U.S. National Championships (7) | Erba       | Francis Hunter       | 3–6, 6–3, 4–6, 6–2, 6–4   |
| 1930 | Torneo di Wimbledon (3)         | Erba       | Wilmer Allison       | 6–3, 9–7, 6–4             |

##### Perse (5)
| Anno | Torneo                      | Superficie  | Avversario in finale  | Punteggio                |
| ---- | --------------------------- | ----------- | --------------------- | ------------------------ |
| 1918 | U.S. National Championships | Erba        | Robert Lindley Murray | 3–6, 1–6, 5–7            |
| 1919 | U.S. National Championships | Erba        | Bill Johnston         | 4–6, 4–6, 3–6            |
| 1927 | Internazionali di Francia   | Terra rossa | René Lacoste          | 4–6, 6–4, 7–5, 3–6, 9–11 |
| 1927 | U.S. National Championships | Erba        | René Lacoste          | 9–11, 3–6, 9–11          |
| 1930 | Internazionali di Francia   | Terra rossa | Henri Cochet          | 6–3, 6–8, 3–6, 1–6       |